# مغر الخيط
مغر الخيط كانت قرية فلسطينية تبعد 4.5 كيلومتر شمال شرق مدينة صفد. تقع هذه القرية على السفح الشمالي الشرقي لجبل كنعان امتلك أهالي بيت جن في المنطقة أرضاً تتقاطع مع أراضي مغر الخيط، قدّرت مساحتها بحوالي 17000 دونم، 13 ألفا منها زراعيّة والبقيّة مراع. امتدت بين سفوح كنعان غرباً إلى شارع الجاعونة الخالصة شرقاً ووادي الحنداج شمالاً وتل الوقاصّ (تل حتصور) جنوباً. كانت الملكيّة مشتركة (مشاع) يتقاسم الناس الفلاحة فيها بالتساوي، ويعاد تقاسمها دوريًا بعد أربع سنوات.
استخدم أهالي بيت جن المغر مأوى لهم ولماشيتهم في المواسم، ومخازن لأدواتهم الزراعية والغلال قبل نقلها إلى القرية. وأطلق على تلك المنطقة اسم "مغر الدروز"، ما زالت قائمة حتّى اليوم على سفح تلة بمحاذاة الشارع الالتفافي الذي شُقّ فيها مؤخراً بمحاذاة مستوطنة أييلت هشاحر.
في النصف الأول من عام 1948 هاجمتها قوات الهاجاناه وسقط من بيت جن صالح حديفة وفايزة قبلان، وأحرقت المزروعات وقتلت المواشي. وبعد قيام الدولة أعلنت منطقة عسكريّة مغلقة، مُنع أهالي بيت جن من دخولها، وأقيم عليها قاعدة عسكريّة تدريبيّة. خاض الأهالي سنوات طويلة وحتى الستينات نضالاً شديداً شهد مواجهات قاسية مع قوات الأمن لرفع الإغلاق إلا أن السلطات صادرتها في النهاية واعترفت فقط بـ 13 ألف دونم تمّ التعويض عنها لاحقاً بعد أن استنفذ الأهالي كل الإمكانيات.

## سبب التّسمية
يشير القسم الأخير من اسمها (الخيط) إلى الهضبة شبه المستوية التي كانت تحيط بها والتي كانت تعرف بأرض الخيط. ويقال ان تسمية الخيط هي نسبة إلى الجماعة من النعام والبقر والجراد، والجمع خيطان.

## البلدات المجاورة
يحدها من الشمال قرية قبّاعة ومن الغرب قرية بيريا، ومن الجنوب قرية فرعم ومن الشرق مستوطنة «محناييم» (عين العجلة) وأراضي قرية منصورة الخيط.

## التهجير واللجوء
قصفت وحدات البلماح في سياق عملية يفتاح مغر الخيط بمدافع الهاون ليل 2 أيار مايو 1948. وكان ذلك قبل نحو أسبوع من الهجوم النهائي على صفد، لزيادة الضغط على المدينة ومن أجل حمل العرب على الفرار من القرية. أدت عملية القصف إلى إخلاء القرية وقرى أخرى مجاورة، بينها فرعم وقباعة، استهدفتا بالقصف تلك الليلة. تشتت أهلها في أنحاء مختلفة، والعديد منهم لجأ إلى لبنان.

## شهرة القرية
اشتهرت القرية بكثرة المغر والكهوف حولها، وكان في جوارها موقع أثري يعرف بالمغار، يضم بقايا منازل وقبورًا منحوتة في الصخر وصهاريج ومعصرة زيتون. اشتهرت القرية بوفرة محاصيل الزيتون وبساتينها المروية.

## شواهد باقية
تغلب الحشائش ونباتات الصبار على موقع بيوت القرية وتتبعثر في أرجائه أنقاض المنازل المدمرة. ولم يبق من مئات أشجار الزيتون التي كانت هناك إلا قلة قليلة وباتت الأرض الجبلية المحيطة بالقرية غابة.

## الموقع الجغرافيّ
وتبعد عنها قرابة 15 كم منها 13 كم طريقاً معبدة و2 كم غير معبدة. أنشئت مغر الخيط في جبال الجليل الأعلى فوق سفح يطل نحو الشرق على ارتفاع 500 م عن سطح البحر. ويمر وادي المغار بجنوبها الغربي وبجنوبها على بعد نحو نصف  كيلومتر. وهو نفسه وادي المشيرفة الذي يصب في نهر الأردن جنوبي بحيرة الحولة على بعد كيلومتر واحد. الامتداد العام للقرية من الشمال إلى الجنوب، وهي تتكون من قسمين يفصل بينهما نحو مائة متر. ويقع القسم الأكبر في الجنوب والأصغر في الشمال.

## التّعداد السّكانيّ
فيها 72 مسكناً عام 1921. وفي عام 1945 بلغت مساحتها 31 دونماً ومساحة أراضيها 6,627 دونماً تملك اليهود منها 384 دونماً، أي 5,8%.
كان يقيم في مغر الخيط 235 نسمة من العرب عام 1922. وارتفع العدد إلى 343 نسمة عام 1931 و940 نسمة عام 1945.

## اقتصاد القرية
كان في القرية معصرتا زيتون غير آليتين، ولم يكن فيها خدمات أخرى. واعتمد اقتصادها على الزراعة وتربية المواشي. وأهم المزروعات الحبوب والأشجار المثمرة. وكان فيها في موسم 42/1943 قرابة 540 دونماً مزروعة زيتوناً (المرتبة الخامسة بين قرى قضاء صفد) منها 340 دونماً مثمرة. وتكثر بساتين الأشجار المثمرة في شمال شرق وشرق وغرب القرية.
عدد السكان عام 1948: 570
تاريخ الاحتلال: 02/05/1948
الحملة العسكرية: يفتاح.
الوحدة العسكرية: الكتيبة الأولى لل بلماح
مستوطنات أقيمت على أراضي البلدة قبل 1948: لا يوجد.
مستوطنات أقيمت على مسطّح البلدة بعد 1948: لا يوجد.
مستوطنات أقيمت على
أراضي البلدة بعد 1948: جزء من حتسور هجليليت
1. ↑  Interactive Encyclopedia of the Palestine Question (بالإنجليزية والعربية)، QID:Q123344860
2. ↑  xvi, village #50. Also gives cause of depopulation نسخة محفوظة 27 مايو 2016 على موقع واي باك مشين.
3. ↑  "مُغـر الخيط – قضاء صفد". www.ac-ap.org (بالإنجليزية). Archived from the original on 2019-03-06. Retrieved 2019-05-24.
4. ↑  "مغر الخيط (قرية -)". الموسوعة الفلسطينية. مؤرشف من الأصل في 2019-08-10. اطلع عليه بتاريخ 2019-05-24.
5. ↑  Zochrot. "مغر الخيط". www.zochrot.org (بالإنجليزية). Archived from the original on 2019-05-24. Retrieved 2019-05-24.

## وصلات خارجية
- مغر الخيط ترحب بكم